# 江湾鎮駅
座標: 北緯31度18分26秒 東経121度28分50秒 / 北緯31.30722度 東経121.48056度
江湾鎮駅（こうわんちんえき）は中華人民共和国上海市虹口区に位置する上海軌道交通3号線の駅である。

## 駅構造
- 相対式ホーム2面2線の高架駅。

## 歴史
- 2000年12月26日 - 開業。

## 隣の駅
■上海軌道交通3号線
大柏樹駅 - 江湾鎮駅 - 殷高西路駅